# Sabal uresana

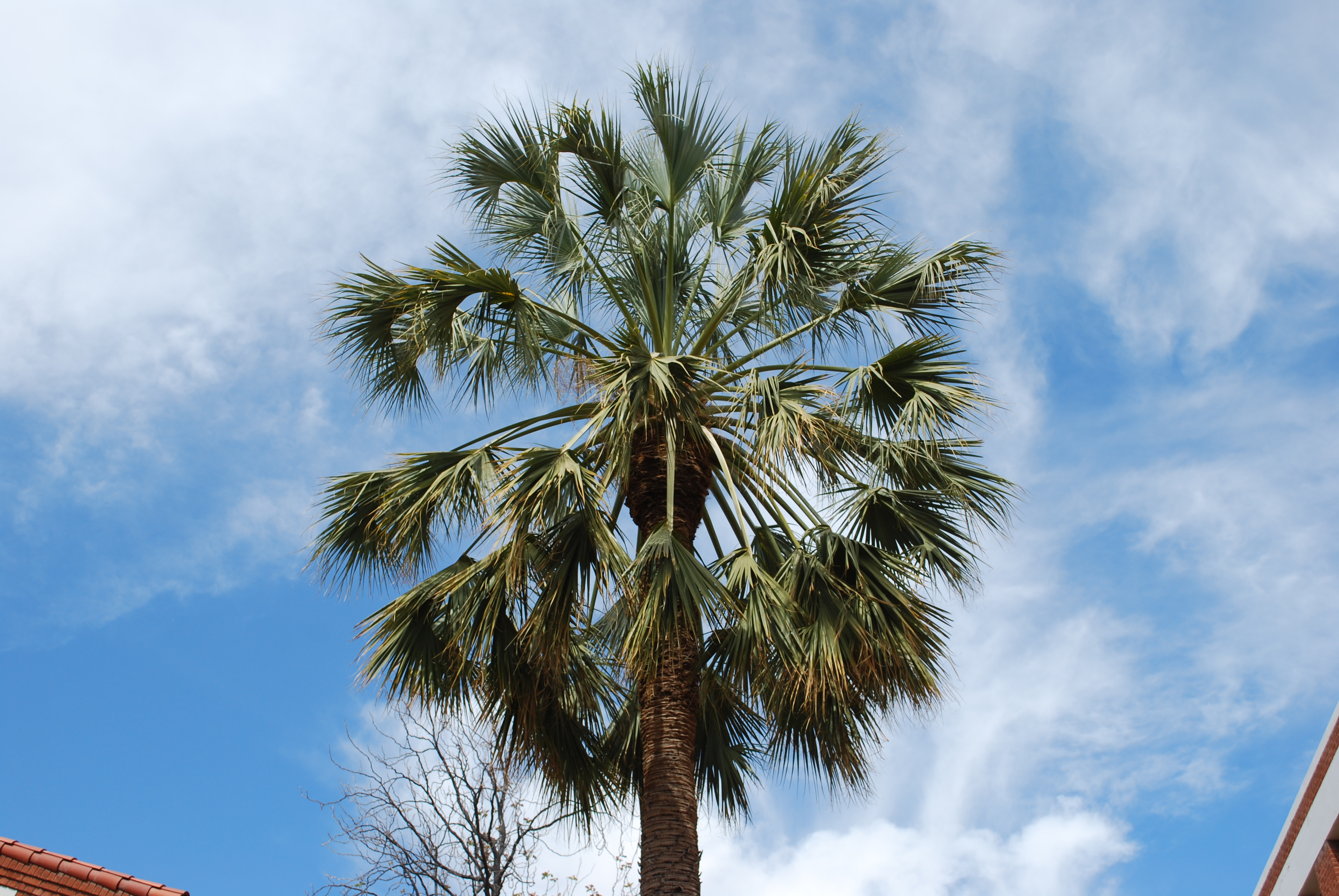
Sabal uresana en Tucson.

Sabal uresana es una especie de palmera originaria de los valles de Sierra Madre Occidental en el noroeste de México (en Chihuahua y Sonora). Está considerada en peligro de extinción por la pérdida de hábitat.

## Descripción
Sabal uresana es una palmera de rápido crecimiento, alcanza un tamaño de hasta 20 metros de altura y un diámetro de tronco de hasta 40 centímetros. Las palmeras jóvenes tienen color verde azulado, con las hojas con forma de abanico, los viejos especímenes parecen más verde. La inflorescencia es arqueada, alcanzando la longitud de las hojas. Los semillas son oblatas (más anchas que largas), con dimensiones aproximadas de 13 por 9 milímetros.

## Hábitat
Su hábitat natural es el desierto de Sonora en las estribaciones de la Sierra Madre Occidental en México.

## Taxonomía
Sabal uresana fue descrita por William Trelease y publicado en Annual Report of the Missouri Botanical Garden 12: 79, t. 35–37. 1901.
Etimología
Sabal: nombre genérico de origen desconocido, quizás basado en un nombre vernáculo.
uresana: epíteto geográfico que se refiere a Ures, Sonora, una localidad donde se localiza.
Sinonimia
- Inodes uresana (Trel.) O.F.Cook[5][6]